# Nolwenn Leroy
Nolwenn Leroy, född 28 september 1982 i Saint-Renan, Finistère, Frankrike, är en fransk (bretonsk) sångerska och låtskrivare.

## Biografi

### Uppväxt
Leroy föddes i Saint-Renan i Bretagne. Efter att ha bott i Paris, Lille och Guingamp skilde hennes föräldrar sig 1992. Då flyttade hon tillsammans med sin mor och sin lillasyster till sina morföräldrars hus i Saint-Yorre i Allier. Hon gick i skola i Vichy och vid nio års ålder rådde hennes musiklärare henne att börja ta fiollektioner. 1998 fick hon ett stipendium av Rotary i Vichy för att studera i Cincinnati i Ohio. Hon gick ut 1999 och återvände till Frankrike och talade då flytande engelska. Hon började ta lektioner i klassisk sång i Vichy för att 2001 fortsätta med studier i juridik vid universitetet i Clermont-Ferrand. Hon ville redan då satsa på en karriär inom musiken, men studerade juridik som en potentiell alternativ yrkesbana på grund av svårigheterna att slå igenom inom musikbranschen.

### Star Academy
Efter att 2001 ha sett den första säsongen av det franska musikprogrammet Star Academy blev hon imponerad av en av jurymedlemmarna och bestämde sig för att studera klassisk sång under henne i Paris. 2002 beslutade hon sig för att ansöka till programmets andra säsong där hon vann i december 2002.

## Diskografi

### Studioalbum
- 2003 – Nolwenn Leroy (SNEP  #1)
- 2005 – Histoires Naturelles
- 2009 – Le Cheshire Cat et Moi
- 2010 – Bretonne (SNEP  #1)
- 2012 – Ô Filles de l'eau
- 2017 – Gemme
- 2018 – Folk
- 2021 – La Cavale

### Livealbum
- 2007 – Histoires Naturelles Tour
- 2014 – Ô Tour de l'eau

### Singlar
- 2003 – "Cassé" ( #1)
- 2003 – "Une femme cachée"
- 2003 – "Suivre une étoile"
- 2004 – "Inévitablement"
- 2006 – "Nolwenn Ohwo !" ( #1)
- 2006 – "Histoire Naturelle"
- 2006 – "Mon ange"
- 2007 – "J'aimais tant l'aimer"
- 2007 – "Reste encore"
- 2009 – "Faut il, Faut il pas?"
- 2010 – "Textile schizophrénie"
- 2010 – "Suite Sudarmoricaine"
- 2010 – "Mná na h-Éireann"
- 2010 – "La Jument de Michao"
- 2011 – "Tri martolod"
- 2011 – "Brest"
- 2011 – "Moonlight Shadow"
- 2012 – "Juste pour me souvenir"
- 2013 – "Sixième Continent"
- 2013 – "J'ai volé le lit de la mer"
- 2014 – "Ophélia"
- 2017 – "Gemme"
- 2017 – "Trace ton chemin"
- 2021 – "Brésil, Finistère"
- 2021 – "Loin"